# Hirmoneura carbonifera
Hirmoneura carbonifera är en tvåvingeart som beskrevs av Angulo 1971. Hirmoneura carbonifera ingår i släktet Hirmoneura och familjen Nemestrinidae. Inga underarter finns listade i Catalogue of Life.